# Route 365 (Québec)
Pour les articles homonymes, voir Route 365.
La route 365 (R-365) est une route régionale québécoise d'orientation nord / sud située sur la rive nord du fleuve Saint-Laurent. Elle dessert la région administrative de la Capitale-Nationale.

## Tracé
La route 365 relie Neuville au sud à Saint-Raymond au nord. C'est la route principale connectant l'A-40 (sortie 281) et la région de Québec à Saint-Raymond et Pont-Rouge.

## Localités traversées (du sud au nord)
Liste des municipalités dont le territoire est traversé par la route 365, regroupées par municipalité régionale de comté.

### Capitale-Nationale
Portneuf
- Neuville
- Pont-Rouge
- Saint-Basile
- Saint-Raymond

## Intersections majeures
| MRC                                           | Municipalité  | km    | Destinations                                                                                | Notes                                    |
| --------------------------------------------- | ------------- | ----- | ------------------------------------------------------------------------------------------- | ---------------------------------------- |
| Portneuf                                      | Neuville      | 0,00  | R-138 – Neuville, Donnacona                                                                 |                                          |
| Portneuf                                      | Neuville      | 1,80  | A-40 – Montréal, Québec                                                                     | Sortie 281 de l'A-40                     |
| Portneuf                                      | Pont-Rouge    | 8,40  | R-358 est – Sainte-Catherine-de-la-Jacques-Cartier                                          | Terminus sud du multiplex avec la R-358  |
| Portneuf                                      | Pont-Rouge    | 8,80  | R-358 ouest – Cap-Santé                                                                     | Terminus nord du multiplex avec la R-358 |
| Portneuf                                      | Saint-Raymond | 27,60 | R-354 ouest – Sainte-Christine-d'Auvergne                                                   | Terminus est de la R-354                 |
| Portneuf                                      | Saint-Raymond | 27,70 | R-367 – Saint-Léonard-de-Portneuf, Rivière-à-Pierre, Sainte-Catherine-de-la-Jacques-Cartier | La R-365 nord devient la R-367 nord      |
| - Terminus de multiplex - Transition de route |               |       |                                                                                             |                                          |